# Eucantharomyces atrani
Eucantharomyces atrani är en svampart som beskrevs av Thaxt. 1895. Eucantharomyces atrani ingår i släktet Eucantharomyces och familjen Laboulbeniaceae.   Inga underarter finns listade i Catalogue of Life.